# Sarphatipark 67
Het gebouw Sarphatipark 67 bestaat uit een herenhuis aan het Sarphatipark (straat en park) in De Pijp te Amsterdam-Zuid.
Het gebouw is ontworpen door architect J.A. van der Sluys Veer. Zijn originele ontwerp was voor vijf herenhuizen aan het Sarphatipark, maar daar is slechts een deel van uitgevoerd. Het is opgetrokken in de eclectische bouwstijl, een stijl die veelvuldig ter plaatse werd gehanteerd. Opvallend daarbij is de relatief grote erker, die aan de gevel hangt. Daarnaast vallen de relatief hoge etageplafonds op. Voor het overige vertoont het veel overeenkomsten met de gebouwen Sarphatipark 71-73.
Van J A van der Sluys Veer als architect is weinig bekend. Hij hield een lezing bij genootschap Architectura et Amicitia in november 1885. Hij hield toen een betoog over Byzantijnse en Romaanse bouw, gespecialiseerd op gewelfconstructies. Hij was enige tijd penningmeester bij genoemd genootschap. Het is dan 1891, het jaar waaruit de oorspronkelijke tekening stamt. Het jaar daarop was hij ook nog penningmeester. In dat jaar was hij ook even plaatsvervangend voorzitter. Hij woonde destijds aan Sarphatipark 13. Ook in later jaren bekleedde hij die functie. Hij schreef (mee aan) Kronyk, Geschiedenis van het genootschap Architectura et Amicitia van 1855-1905, een boekwerk over de eerste vijftig jaar van het genootschap. Tijdens zijn deelname aan het bestuur heeft hij reizen ondernomen naar Leipzig en Dresden. Het "Nieuws van den dag" meldde nog dat hij zijn architectdiploma eerst in 1914 haalde. Hij haalde dat diploma in de hoedanigheid van leraar aan de "Industrieschool van de Maatschappij van de Werkenden Stand". In 1910 had hij zijn diploma bouwkundig opzichter gehaald. In 1912 heeft hij met anderen een protest ingediend bij de gemeente Rotterdam. Hij en zijn vele medestanders vonden het een schande dat Hendrik Petrus Berlage niet was uitgenodigd voor het ontwerp van het nieuw raadhuis. Hij vertaalde een boekwerk uit het Duits: "De bouw en inrichting van een broeikast".